# Gleichwinkliges Polygon

Gleichwinklige Sechsecke

Ein gleichwinkliges Polygon ist in der Geometrie ein Polygon der euklidischen Ebene, bei dem alle Innenwinkel gleich groß sind. Gleichwinklige Polygone sind von gleichseitigen Polygonen zu unterscheiden, bei denen die Polygonseiten alle gleich lang sind. Ein sowohl gleichwinkliges als auch gleichseitiges Polygon wird regelmäßiges Polygon genannt.

## Definition
Ein Polygon heißt gleichwinklig, wenn die Innenwinkel {\displaystyle \alpha ,\beta ,\gamma ,\ldots } des Polygons alle gleich groß sind, das heißt, wenn
{\displaystyle \alpha =\beta =\gamma =\ldots }
gilt. Nachdem sich Innen- und Außenwinkel an den Ecken eines Polygons zu 180° ergänzen, sind äquivalent dazu in einem gleichwinkligen Polygon auch alle Außenwinkel {\displaystyle \alpha ',\beta ',\gamma ',\ldots } gleich groß.

## Beispiele
- Ein gleichwinkliges Dreieck ist gerade ein gleichseitiges Dreieck mit Innenwinkeln zu {\displaystyle 60^{\circ }} und Außenwinkeln zu {\displaystyle 120^{\circ }}.
- Ein gleichwinkliges Viereck ist ein Rechteck mit Innen- und Außenwinkeln zu je {\displaystyle 90^{\circ }}.
- Ein regelmäßiges Polygon ist ein gleichwinkliges Polygon, das zudem gleichseitig ist.

## Eigenschaften
- Ein Tangentenpolygon, das gleichwinklig ist, ist stets auch gleichseitig und damit regelmäßig.
- Ein Sehnenpolygon ist genau dann gleichwinklig, wenn die Seitenlängen zwischen zwei Werten alternieren.[1]
- Ein einfaches, das heißt nicht überschlagenes, gleichwinkliges Polygon ist stets konvex. Nachdem die Winkelsumme in einem einfachen {\displaystyle n}-Eck stets {\displaystyle (n-2)\cdot 180^{\circ }} ergibt, messen in einem einfachen gleichwinkligen Polygon alle Innenwinkel

{\displaystyle \alpha =\beta =\gamma =\ldots ={\frac {n-2}{n}}\cdot 180^{\circ }}.
und alle Außenwinkel
{\displaystyle \alpha '=\beta '=\gamma '=\ldots ={\frac {1}{n}}\cdot 360^{\circ }}.
- In einfachen gleichwinkligen Polygonen gilt zudem der Satz von Viviani, nach dem die Summe der Abstände von einem beliebigen Punkt im Inneren des Polygons zu den Polygonseiten unabhängig von der Position des Punkts ist.